# Trattato dei Tori di Guisando

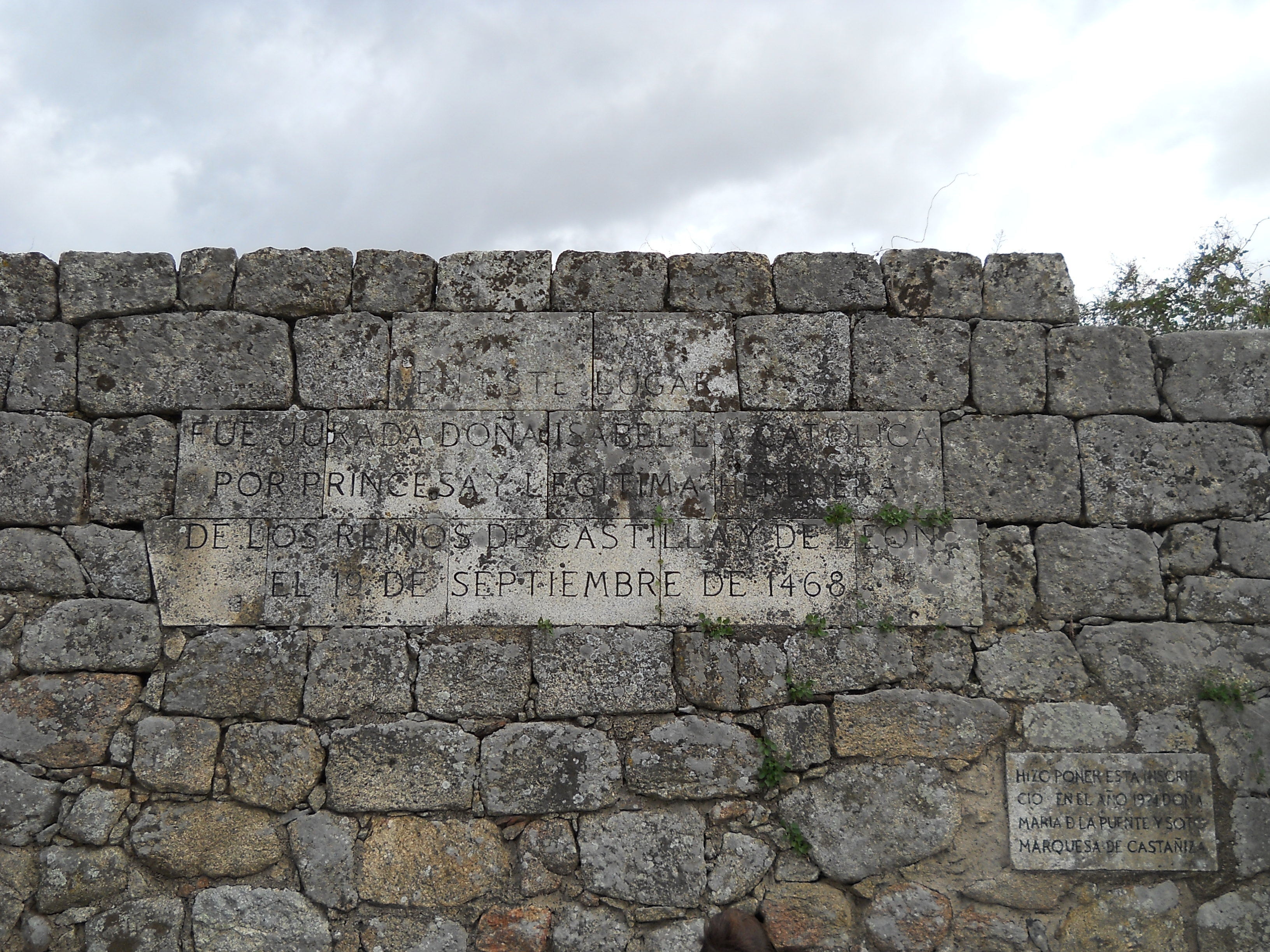
Iscrizione commemorativa del trattato

Il trattato dei Tori di Guisando (in spagnolo tratado de los Toros de Guisando) è il trattato siglato in cima alla collina di Guisando, vicino ai Tori di Guisando (situata nel comune di El Tiemblo, nella Provincia di Avila, in Spagna) il 18 settembre 1468 tra Enrico IV di Castiglia e la sua sorellastra Isabella. In questo trattato Isabella ebbe il titolo di principessa delle Asturie e di conseguenza divenne l'erede alla Corona di Castiglia.
Una guerra civile era incominciata in Castiglia nel 1464 quando un gruppo di nobili si rivoltò in un tentativo di spingere all'abdicazione Enrico IV. Nel 1465 organizzarono una simbolica detronizzazione del re e lo sostituirono con il fratellastro Alfonso. Con la morte di Alfonso, nel 1468, Isabella, sorella di Alfonso e sorellastra di Enrico IV, divenne la nuova candidata dei ribelli. Invece che continuare la guerra civile, Isabella preferì negoziare con Enrico IV inviando Antonio de Veneris come mediatore.
Dopo diversi incontri a Castronuevo fu raggiunto un accordo preliminare che avrebbe dovuto porre fine alla guerra civile. L'accordo fu formalizato con il Trattato dei Tori di Guisando il 18 settembre 1468. Con il trattato tutta la sovranità dell'intero Regno di Castiglia tornò al re e Isabella divenne la sua erede, ricevette il titolo di Principessa delle Asturie come anche un significativo appannaggio. Isabella si sarebbe potuta sposare solo con il consenso del re. Infine Giovanna, la figlia di Enrico, fu eliminata dalla linea di successione al trono con l'annullamento del matrimonio tra Enrico e la sua seconda moglie.
In seguito il matrimonio non approvato di Isabella con Ferdinando II d'Aragona provocò che Enrico IV rigettasse il trattato. Come conseguenza il re riconobbe di nuovo i diritti della figlia Giovanna con la cerimonia della Val de Lozoya il 25 novembre 1470. Questa fu una delle cause che portarono alla guerra di successione castigliana pochi anni dopo.